# 南泉镇 (青岛市)
南泉镇是中华人民共和国山东省青岛市即墨区原下辖的一个镇，面积56.6平方公里，下辖33个村，人口6万人。2012年，南泉镇改制为南泉中心社区，并入蓝村镇。
南泉拥有丰富的地下水资源，产牛奶和鸡蛋。青银高速公路和胶济铁路通过南泉。